# Pascal Brun
Pascal Brun, né le 25 janvier 1970 à Latresne, est un ancien boucher de Bègles, en France, ayant remporté la somme de 26 215 627 euros à l'Euromillions en décembre 2004.
La fortune et la notoriété soudaine qui en découlent, auxquelles il n'est pas préparé, le conduisent à vivre dans l'excès et sans précautions. Son histoire incite fortement la Française des Jeux à accompagner les grands gagnants, avec des programmes de sensibilisation aux risques psychologiques et financiers, et à recourir à un anonymat désormais systématique.

## Biographie
Alors boucher, il remporte, le 17 décembre 2004, la somme de 26 215 627 euros à l'Euromillions. 
La nouvelle s'ébruite très rapidement dans la commune, notamment par la diffusion, comme c'est la tradition, de la photo du grand gagnant avec son chèque. Cependant, il n'est pas prêt à l'usage d'une telle fortune, n'ayant pas l'habitude de la gestion financière des fortes sommes. Il est, en complément, très sollicité de toutes parts, souvent par des gens peu scrupuleux. 
Les intérêts de son gain, placé, lui rapportent environ 3000 euros par jour, parfois jusqu'à 5000.
Il aurait ainsi acheté une Ferrari 612 Scaglietti, une Ferrari 599 GTB Fiorano, une villa à Pyla-sur-Mer et un château à Villenave-d'Ornon[réf. nécessaire].
Son pactole fait l'objet de convoitises et enchaîne les mauvaises rencontres, fait des investissements sans grandes précautions, et s'habitue aux excès. Son goût pour la boisson et pour les grosses cylindrées s'affiche vite, et il est verbalisé à plusieurs reprises, tentant même de monnayer, pour mille euros, des policiers pour qu'ils ferment les yeux. Rattrapé par la justice, notamment pour excès de vitesse ou alcool au volant, il est condamné à trois mois de prison ferme.
Le frère de Pascal, Stéphane, investit dans l'Hôtel Victoria de Grasse, en 2005, et l'affaire tourne au fiasco. Racheté à une compagnie d'assurances, l'investissement vire au conflit judiciaire, impliquant différents intermédiaires en plus d'UBS Immobilier, filiale de la banque UBS. Il est reproché à cette dernière de lourds manquements, laquelle est condamnée en 2013 à verser 590 000 euros de dommages et intérêts à la famille Brun, pour manquement à son obligation de conseil et d'information.
En 2009, excédés des demandes incessantes et autres ennuis quotidiens, lui et ses deux frères s'exilent à Genève, en Suisse. Ils co-investissent dans un cabaret, qui leur sera par la suite source de mésaventures[Lesquelles ?]. 
Son frère rapporte au Journal du Dimanche, en août 2009, témoigne de son quotidien :
« Cette semaine, près d’Arcachon, mon frère s’est fait bousculer dans la rue et insulter. En mai, il a été cambriolé. Mon fils l’a été aussi. Un artisan qui faisait des travaux chez Pascal lui a piqué un chèque et encaissé 20.000 euros. Notre autre frère a acheté un immeuble mais ses locataires ne veulent pas le payer, ils disent qu’il est assez riche comme ça. J’ai dû changer mon fils de lycée à deux reprises, mais comme ça restait invivable, il a dû poursuivre ses études par correspondance. On reçoit des demandes d’argent en permanence. Un curé pour le toit de l’église, des maires, des gens qui se disent malades du sida, des bouchers, des femmes avec des photos d’elles à poil! Passé un temps, le courrier qu’on recevait dans une même journée représentait une pile de 15 cm d’épaisseur… ».
Il décède en juillet 2017, des suites d'un cancer du poumon.

## Répercussions
Son histoire incite fortement la Française des Jeux à accompagner les grands gagnants, avec des programmes de sensibilisation aux risques psychologiques et financiers, ainsi que l'anonymat désormais systématique.